# Мерен (Швейцария)
Мейран (фр. Meyrin) — коммуна кантона Женева в Швейцарии.
В 1955 году в Мейране, при участии 20 различных государств, была открыта основная площадка ЦЕРН — Европейской организации по ядерным исследованиям (CERN — от фр. Conseil Européen pour la Recherche Nucléaire).
На территории Мейрана расположен Женевский международный аэропорт.
В Мейране находится музей «Микромир» (англ. Microcosm), где находится рабочая станция NeXTcube — самый первый в мире веб-сервер, на котором в 1990 году Тим Бернерс-Ли запустил первый в мире веб-сайт info.cern.ch.